# Єзерищенський замок
Єзерищенський замок (біл. Езярышчанскі замак, Азярышчанскі замак) — дерев'яно-земляне оборонне укріплення на околиці колишнього містечка Єзерище Великого Князівства Литовського (нині в Городоцькому районі Вітебської області, на півночі Білорусі). Існував в XIV-XVII століттях.

## Опис
Замок був збудований за 3 км на схід від сучасного міського селища Єзерище, на півострові озера Єзерище, на північ від села Містечко. Мав чотирикутну форму із розмірами сторін 100×120 м. Був оточений земляними валами (заввишки 2-4 м), із 3 вежами (діаметром близько 15 м) та ровом, який відокремлював замок від решти частини півострова і стародавнього містечка. Із східної і північної сторін ці вали ще збереглися. Добре видно місця, де були розташовані вежі. Під час паводків і повеней низька частина півострова заливалася водою і замок перетворювався на острівну фортецю. У посушливі роки протока пересихає і острів знову стає півостровом. За даними археологічних досліджень, острів був заселений, ще задовго до побудови тут замку.
За описами польського хроніста Р. Гейденштейна, замок мав значні укріплення і разом з Полоцьким замком панував «над усім краєм». Це була фортеця на російсько-литовському пограниччі, що прикривала Вітебськ та Полоцьк, захищала внутрішні райони Великого князівства Литовського.

## Історія
- XIV-XV століття — ймовірний період побудови замку та відновлення веж.
- 1558-83 — бої під час Лівонської війни. 
  - 1565 — російське військо під проводом Шереметьєва та Токмакова обложило замок. На допомогу обложеному гарнізону фортеці вітебський воєвода Пац послав загін під керівництвом Снєпорода. Напавши на московські війська останній розгромив їх і вважаючи свою місію виконаною повернувся до Вітебська. Противник же зібравши всі залишки армії, напав на замок і в кривавій різанині знищив всіх захисників. Згоріла і фортеця. Але потім була відбудована відповідно до указу Івана IV Грозного.
  - 1579 — війська короля об'єднаної польсько-литовської держави Речі Посполитої Стефана Баторія взяли Езерище. Під час штурму замок згорів, але за наказом короля був відбудований.
- На початку XVII століття в замку знову сталася пожежа і всі укріплення знову згоріли.
- 1616 — замок знову був відновлений єзерищенським старостою, князем К. Соколинським за наказом короля Сигізмунда III Вази.
- У серпні 1654 замок знову був захоплений та зруйнований російськими військами на чолі із воєводою С. Стрешневим. Збереглися лише залишки валів.

## Археологічні дослідження
У 1950 році замчище було обстежене археологом Л. В. Алексєєвим. 1971 року археолог Г. В. Штих виконав план замчища і зробив шурф (2х2 м). 1979 року археолог В. М. Левко провела розкопки на площі 100 м² і прорізку південної вежі з валом. Дослідження показало, що висота насипу від центру до основи 6 м., радіус — 12 м., ядро початкового валу виконано із щільної яскраво-червоної глини, висота 1,5 м. Вал та насип під основою вежі розділялися ровом завглибшки 0,8-1 м. На майданчику, що був основою вежі, виявлений фрагмент (близько 1 м.) із суміші глини, піску, гравію і дрібних каменів. Вище нього залягав прошарок тьмяного забарвлення із вугілля та попелу. Над ним зафіксовані залишки дерев'яних конструкцій, перекритих культурним шаром товщиною близько 1 м, де знаходився пізніший фундамент вежі, складений із 2 ярусів великих валунів. Знайдена кераміка свідчить, що побудова і відновлення веж замку належить до XIV-XV століть. Це підтверджується письмовими згадками, згідно із якими в XIV столітті існувала Озерищенська волость із центром у містечку Озерищи (нині Єзерище). Замок, ймовірно, був побудований для захисту населення прикордонної волості. При розкопці на південній околиці городища біля валу культурний шар має товщину 0,15-0,4 м. У материковому шарі виявлено багато ям, заповнених попелом та шлаком. Більшість кераміки належить до XIV-XV століть. Вона близька за формою і орнаментом до матеріалів із Орешка та Пскова, датованих тим же часом. Одиничні знахідки XVI-XVII століть (поливана кераміка, кахель) свідчать, що в цей період замок використовувався населенням як сховище під час військових дій. Частина кераміки належить до 3-ї чверті I-го тисячоліття та до VIII-X століть, що підтверджує існування тут поселення до побудови замку.